# Vodní nádrž Otvice
Vodní nádrž Otvice (též Velký otvický rybník nebo Banda) se nachází na východním okraji Chomutova v Ústeckém kraji. Spolu s nádržemi Újezd a Zaječice patří do vodohospodářské soustavy, která nahradila starší nádrž Dřínov zrušenou kvůli těžbě hnědého uhlí. Na západ od ní leží v jejím těsném sousedství Kamencové jezero.

## Popis
Vodní dílo Otvice nemá žádný přirozený přítok, ale je zásobováno z Podkrušnohorského přivaděče s maximální odběrovou kapacitou 0,4 m³/s. Půdorys nádrže má přibližně tvar lichoběžníka s nejdelší severozápadní stranou. Většinu nádrže obíhá zemní sypaná hráz s návodním betonovým těsněním dlouhá 1350 m, vysoká až 4 m a v koruně široká 1,9 m (boční hráz) nebo 3 m (hlavní hráz). Součástí hráze je spodní výpust s kapacitou 0,65 m³/s a bezpečnostní korunový přeliv s kapacitou 0,723 m³/s.
Kromě Kamencového jezera se v těsné blízkosti nádrže nachází několik menších vodních ploch, ze kterých je největší Prostřední rybník u Otvic.

## Využití
Nádrž zajišťuje minimální průtok 10 l/s v drobném vodním toku pod výpustí. Významnou funkcí je rekreační využití zejména ke sportovnímu rybolovu a vodnímu lyžování, které umožňuje postavený lyžařský vlek.